# 4623 Obraztsova
4623 Obraztsova è un asteroide della fascia principale. Scoperto nel 1981, presenta un'orbita caratterizzata da un semiasse maggiore pari a 2,8456386 UA e da un'eccentricità di 0,0820713, inclinata di 1,74559° rispetto all'eclittica.